# White Demons
White Demons is een Nederlandse handbalclub uit het Brabantse Berkel-Enschot. 
In het seizoen 2003/2004 speelde de heren van White Demons in de eredivisie. Na één seizoen degradeerde het herenteam uit de eredivisie.
In het seizoen 2020/2021 speelt zowel het eerste heren- als damesteam in de regionale eerste klasse.

## Resultaten
Heren (1995 - 2017)
- 1995 2e
Derde divisie H
- 1996 1e
Derde divisie H
- 1997
- 1998 7e
Eerste divisie B
- 1999 3e
Eerste divisie B
- 2000 10e
Eerste divisie B
- 2001 3e
Eerste divisie B
- 2002 5e
Eerste divisie B
- 2003 1e
Eerste divisie
- 2004 12e
Eredivisie
- 2005 3e
Eerste divisie
- 2006 2e
Eerste divisie
- 2007 4e
Eerste divisie
- 2008 11e
Eerste divisie
- 2009 7e
Eerste divisie
- 2010 10e
Eerste divisie
- 2011 6e
Eerste divisie
- 2012 12e
Eerste divisie
- 2013 12e
Eerste divisie
- 2014 13e
Eerste divisie
- 2015 7e
Tweede divisie B
- 2016 10e
Tweede divisie B
- 2017 11e
Tweede divisie B

- Eredivisie
- Eerste divisie
- Tweede divisie
- Hoofdklasse